# هینگورولا
هینگورولا (به لاتین: Hingurewela) یک منطقهٔ مسکونی در سری‌لانکا است که در استان مرکزی (سری‌لانکا) واقع شده‌است.